# BRDC International Trophy 1969
Le BRDC International Trophy 1969 (XXI BRDC International Trophy), est une course de Formule 1 hors-championnat disputée sur le circuit de Silverstone le 30 mars 1969.

## Classement de la course
| Pos. | no | Pilote          | Écurie           | Tours | Temps/Abandon     |
| ---- | -- | --------------- | ---------------- | ----- | ----------------- |
| 1    | 8  | Jack Brabham    | Brabham-Cosworth | 52    | 1 h 25 min 20 s 8 |
| 2    | 2  | Jochen Rindt    | Lotus-Cosworth   | 52    | + 2 s 2           |
| 3    | 7  | Jackie Stewart  | Matra-Cosworth   | 52    |                   |
| 4    | 9  | Jacky Ickx      | Brabham-Cosworth | 52    |                   |
| 5    | 16 | Piers Courage   | Brabham-Cosworth | 51    | + 1 tour          |
| 6    | 4  | Bruce McLaren   | McLaren-Cosworth | 51    | + 1 tour          |
| 7    | 1  | Graham Hill     | Lotus-Cosworth   | 50    | + 2 tours         |
| 8    | 11 | Pedro Rodríguez | BRM              | 50    | + 2 tours         |
| 9    | 10 | Derek Bell      | Ferrari          | 49    | + 3 tours         |
| 10   | 20 | Chris Amon      | Ferrari          | 47    | + 5 tours         |
| 11   | 12 | Joseph Siffert  | Lotus-Cosworth   | 47    | + 5 tours         |
| 12   | 14 | Vic Elford      | Cooper-Maserati  | 47    | + 5 tours         |
| Abd. | 3  | Denny Hulme     | McLaren-Cosworth | 17    | Moteur            |
| Abd. | 17 | Pete Lovely     | Lotus-Cosworth   | 2     | Accident          |

Légende:
- Abd.= Abandon

## Pole position et record du tour
- Pole position :  Jackie Stewart (Matra-Ford-Cosworth) en 1 min 20 s 9.
- Meilleur tour en course :  Jochen Rindt (Lotus-Ford-Cosworth) en 1 min 30 s 16.